# Marino Amadori
Marino Amadori (Predappio, Forlì-Cesena, Emilia-Romaña, 9 de abril de 1957) es un ciclista italiano, que fue profesional entre 1978 y 1990. En su palmarés destaca la victoria al Giro del Piamonte (1981), el Trofeo Matteotti, la Coppa Placci (1983), la Coppa Sabatini (1985) y la Coppa Agostoni (1986). Participó en varios campeonatos del mundo en ruta con el equipo nacional italiano. Al retirarse como ciclista pasó a ejercer tareas de director deportivo en diferentes equipos ciclistas. Así, entre el 2000 y el 2001 lo hizo al equipo femenino Gas Sport Team, y entre el 2002 y el 2003 al Mercatone Uno.
El 2012 fue reconocido con lo Giro de onore por la Federación Ciclista Italiana.

## Palmarés
- 1981
  - 1º en el Giro del Piamonte
  - Vencedor de una etapa a la Tirreno-Adriático
- 1983
  - 1º en el Trofeo Matteotti
  - 1º en  la Coppa Placci
- 1985
  - 1º en  la Coppa Sabatini
- 1986
  - 1º en  la Coppa Agostoni
- 1987
  - 1º en el Gran Premio de la industria y la artesanat de Larciano

### Resultados en el Giro de Italia
- 1978. 38.º de la clasificación general
- 1979. 11º de la clasificación general
- 1982. 74.º de la clasificación general
- 1983. 68.º de la clasificación general
- 1985. 16º de la clasificación general
- 1986. 53.º de la clasificación general
- 1987. 40.º de la clasificación general
- 1988. 26º de la clasificación general
- 1989. 55.º de la clasificación general
- 1990. 28º de la clasificación general